# René Gerard Antoine Germain
René Gerard Antoine Germain (1914 - 1982 ) fue un botánico y explorador belga. Realizó extensas expediciones al Congo Belga, efectuando estudios de comunidades de plantas y la fitosociología, a menudo vinculados a la tierra, como una base racional para la gestión agrícola.
- La abreviatura «R.Germ.» se emplea para indicar a René Gerard Antoine Germain como autoridad en la descripción y clasificación científica de los vegetales.[3]